# Карл фон Вебер
Карл Вебер, з 1917 року — Ріттер фон Вебер (нім. Karl Ritter von Weber; 23 серпня 1892, Гайзельбах, Німецька імперія — 20 липня 1941, Смоленськ, РРФСР) — німецький воєначальник, генерал-майор вермахту. Кавалер лицарського хреста Військового ордена Максиміліана Йозефа.

## Біографія
Син власника деровообробної фабрики Едмунда Вебера і його дружини Елеонори, уродженої Франц. Після закінчення гуманістичної гімназії 1 жовтня 1911 року вступив в 13-й піхотний полку «Франц Йозеф I, імператорм Австрії і апостольний король Угорщини» Баварської армії. Учасник Першої світової війни, бився на Західному фронті. Відзначився під час боїв біля Іпра. В 1918 році був двічі поранений біля Артуа.
Після демобілізації армії залишений в рейхсвері, служив в піхотному полку. В 1921 році призначений в 3-й (прусський) автомобільний дивізіон (Берлін), 21 березня 1927 року — в 20-й (баварський) піхотний полк (Регенсбург). 1 квітня 1930 року переведений в Імперське військове міністерство в Берліні і 1 квітня призначений в Управління озброєнь сухопутних військ.
В якості командира полку брав участь у Польській і Французькій кампаніях. З 1 листопада 1940 року — командир 17-ї стрілецької бригади. 28 червня 1941 року відправлений в командний резерв. З 7 липня 1941 року — командир 17-ї танкової дивізії. Учасник Німецько-радянської війни. Під час Смоленської битви був важко поранений і незабаром помер у шпиталі.

## Звання
- Фенріх (21 травня 1912)
- Лейтенант (25 жовтня 1913)
- Оберлейтенант (17 січня 1917)
- Гаупман (1 лютого 1923)
- Майор (1 лютого 1932)
- Оберстлейтенант (1 серпня 1934)
- Оберст (1 січня 1937)
- Генерал-майор (1 грудня 1940)

## Нагороди
- Медаль принца-регента Луїтпольда
- Залізний хрест 2-го і 1-го класу
- Орден «За військові заслуги» (Баварія) 4-го класу з мечами
- Хрест «За військові заслуги» (Австро-Угорщина) 3-го класу з військовою відзнакою
- Військовий орден Максиміліана Йозефа, лицарський хрест (9 жовтня 1917)
- Нагрудний знак «За поранення» в чорному
- Почесний хрест ветерана війни з мечами
- Медаль «За вислугу років у Вермахті» 4-го, 3-го, 2-го і 1-го класу (25 років)